# آیین‌نامه کالاهای درمانی

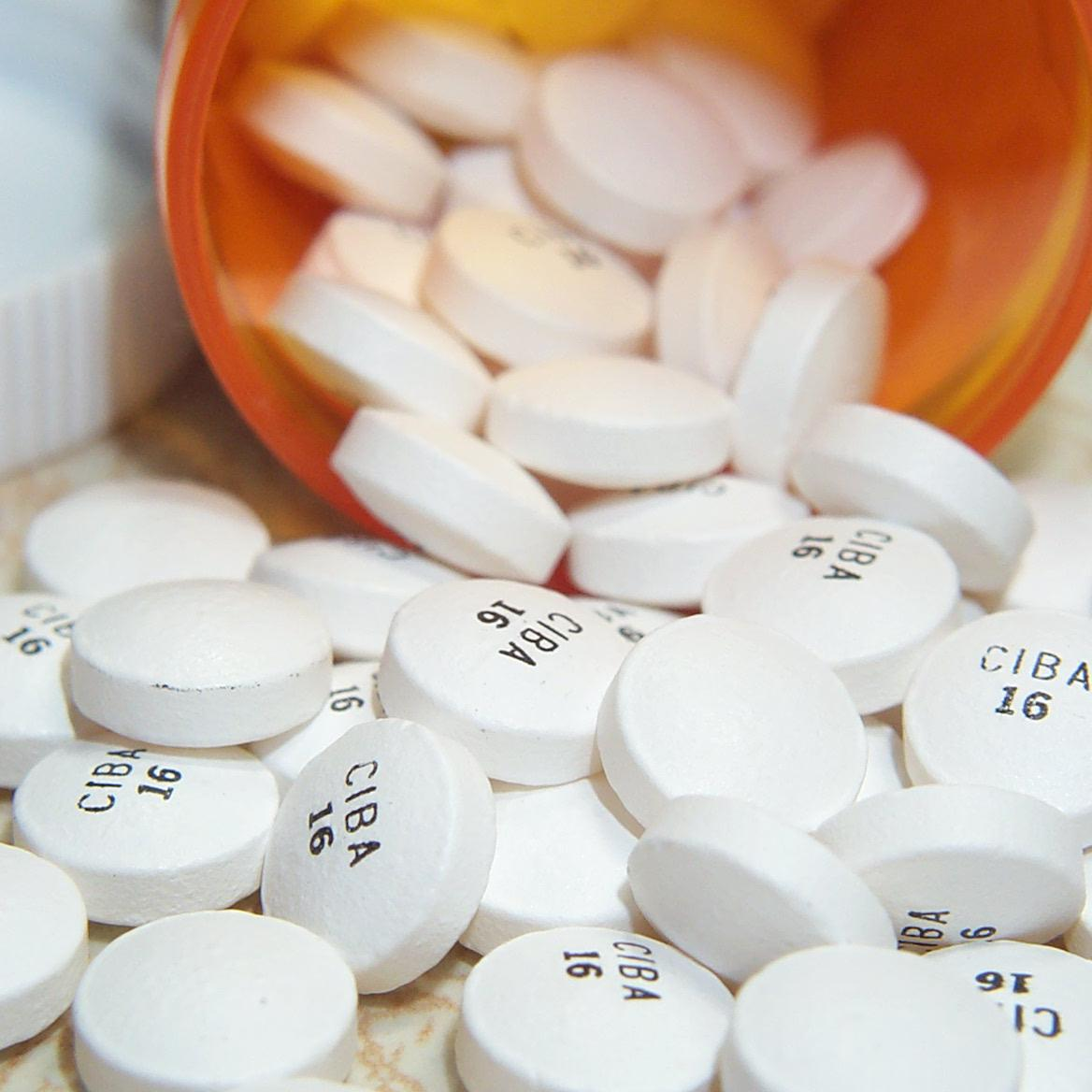
متیل فنیدات در قالب قرص ریتالین

آیین‌نامه کالاهای درمانی نسبت به هر کشور قوانین خاص خود را دارد. در برخی کشورها همانند ایالات متحدهٔ آمریکا توسط یک نهاد ملی خاص تحت حفاظت قرار دارند. در برخی دیگر از کشورها برای مثال استرالیا به صورت ایالتی مورد حفاظت و بررسی قرار می‌گیرند. دلیل ایجاد آیین‌نامه، صرفاً حفاظت از شهروندان عام می‌باشد که اطلاعات زیادی در مورد داروهای خطرناک ندارند. این مقررات به صورت دولتی وضع می‌شود و شامل حفظ سلامتی جامعه و کیفیت داروهای مخدر برای استفاده‌های پزشکی می‌گردد.

## مقررات بر پایهٔ کشور

### استرالیا
نهاد دولتی TGA کنترل داروهای پزشکی را در استرالیا در دست دارد و به صورت زیر آن‌ها را طبقه‌بندی می‌کند:
- Unscheduled/exempt داروهای عمومی و قابل دسترس در سوپرمارکت‌ها
- Schedule 2 یا S2 - داروهای عمومی داروخانه‌ها (قابل دسترس برای همه)
- Schedule 3 یا S3 - داروهای قابل دستری فقط برای داروسازها
- Schedule 4 یا S4 - داروهای قابل دسترس فقط با نسخه
- Schedule 8 یا S8 - مواد مخدر، داروهای به شدت تحت کنترل

### نروژ
در نروژ داروها به ۵ کلاس زیر تقسیم می‌شوند:
کلاس A
مواد مخدر، آرام بخش، خواب آور، و آمفتامین. برای مثال:
- مرفین، هروئین، دزومورفین;
- کدئین ;
- اکسی‌کدون;
- مشتقات تریاک: پتیدین, متادون, فنتانیل;
- various محرک (دارو)s: آمفتامینs and متیل فنیدات;
- فلونیترازیپام (از کلاس B به A منتقل شده است)

کلاس B:
داروهای به شدت مخدر و مرگ‌آور همانند:
- استامینوفن کدئین
- دیازپام
- نیترازپام
- بنزودیازپینها، به خصوص فلونیترازیپام)

کلاس C
نسخه‌های پزشکی
کلاس F
داروهای بدون نسخه
طبقه‌بندی‌نشده
داروهایی یا شرکت‌هایی که در نروژ فعال نیستند